# Тейосы
Тейоаса (рум. Teioasa, пол. Tiosy, укр. Тіоси) — микрорайон города Бельцы, расположен между Городским озером, Центральном районом и Промышленной зоной параллельно улице Штефана чел Маре. Границы микрорайона ограничены Ветеринарной клиникой (Городское управление безопасности пищевых продуктов), Бельцкой ТЭЦ и микрорайоном Новые Бельцы. Тейосы были основана в начале 20 века несколькими польскими семьями из Галиции, образовавшими сельское поселение. В межвоенный период в районе Тейосы находился первый аэродром Бельц эпохи Королевства Румынии: Аэродром Бельцы.
В периметре микрорайона есть несколько продуктовых магазинов; магазин сантехники «Линия Н2О», специализирующийся на продаже технических и санитарно-технических товаров, керамической плитки, мебели для ванных комнат и кухни; и Гимназия 9.